# Lane (Kansas)
Lane es una ciudad ubicada en el condado de Franklin en el estado estadounidense de Kansas. En el año 2010 tenía una población de 225 habitantes y una densidad poblacional de 375 personas por km².

## Geografía
Lane se encuentra ubicada en las coordenadas 38°26′25″N 95°4′56″O / 38.44028, -95.08222 (38.440265, -95.082339).

## Demografía
Según la Oficina del Censo en 2000 los ingresos medios por hogar en la localidad eran de $41,500 y los ingresos medios por familia eran $42,500. Los hombres tenían unos ingresos medios de $32,031 frente a los $21,429 para las mujeres. La renta per cápita para la localidad era de $19,144. Alrededor del 12.0% de la población estaban por debajo del umbral de pobreza.